# Seven Years in Tibet (canção)
"Seven Years in Tibet" é uma canção do músico britânico David Bowie lançada originalmente no álbum Earthling, de 1997, e posteriormente como single. A faixa chegou à posição n°61 nas paradas musicais britânicas.